# レキシントン・コンコードの戦い
レキシントン・コンコードの戦い（レキシントン・コンコードのたたかい、英語: Battles of Lexington and Concord）は、1775年の4月19日に起こった、アメリカ独立戦争が始まる契機となったイギリス本国軍とアメリカ植民地軍間の戦闘である。
イギリス軍が、ボストン北西に位置するコンコードにあった、アメリカ植民地民兵部隊の武器庫の接収作戦を実施した。それに反発すべく動いた植民地民兵隊と武力衝突、レキシントンとコンコードにてイギリス軍と民兵隊の激しい戦闘が行われ、植民地軍はイギリス軍を撃破した。規模は小さいながら独立戦争の初戦を飾るものとなった。
4月18日、フランシス・スミス中佐の指揮で約700のイギリス軍正規兵に、マサチューセッツ民兵が武器を隠していると報告のあったコンコードの倉庫を確保し破壊せよという命令が出た。植民地の愛国者達はこの日の数週間前に、イギリス軍が捜索を行おうとしているという情報を掴んでおり、軍需物資を全てではないが殆ど全部を安全な場所に移していた。イギリス軍の遠征の前の夜にもその作戦計画の詳細を掴んでおり、この知らせは直ぐに民兵達の間に流されていた。
最初の銃弾はレキシントンで日の出とともに放たれた。民兵は数的に劣勢だったので撤退した。数時間後コンコードのノースブリッジにいた別の愛国者兵がイギリス軍の3個中隊と交戦し損害を与えた。野戦での数回の戦闘後に今度は数的に劣勢になったイギリス軍が撤退した。
民兵達はその後も続々と集まり続け、ボストンへ向けて撤退するイギリス軍を追ってかなりの損害を与えた。スミス遠征隊はコンコードからレキシントンに向かう途中で、パーシー伯ヒュー・パーシー指揮の増援隊の援護を受けた。総勢約1,700名となった遠征隊は撤退中も激しい銃火に曝されたが、最終的には何とかチャールズタウンまで辿り着いた。イギリス軍は軍事機密を保つことに失敗し、敵対的地域での作戦行動に必要な速度にも欠けていた。結果として武器弾薬の押収は失敗した。イギリス軍の多くはボストンに撤退できたが、その夜からマサチューセッツ民兵が周辺地域を抑えて、ボストン包囲戦の始まりとなった。

## 背景

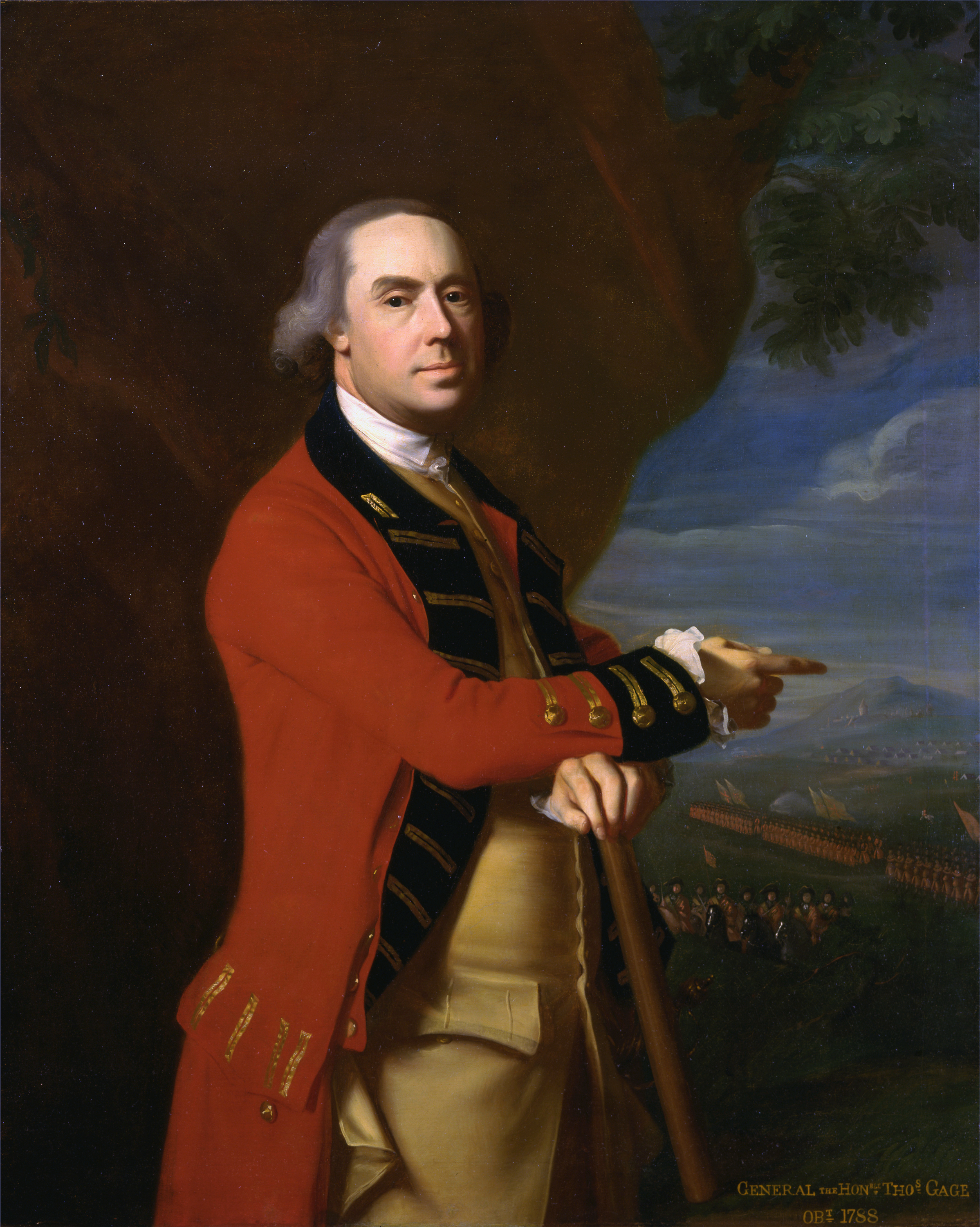
イギリス軍総司令官
トマス・ゲイジ

イギリス軍は植民地人によって、赤服とかロブスターの背中とか、時には悪魔と呼ばれていた。1768年以降ボストン市を軍事占領し、耐え難き諸法を押しつけるために海軍や海兵隊まで使って増強されていた。総督のトマス・ゲイジはボストン市を一歩外に出ると最早管理できているとは言えなかった。そこでは多数派の愛国者と少数派の王党派の間の緊張関係がその程度を増しつつあった。ゲイジは紛争を避けるために愛国者民兵の軍需物資を取り上げようと考え、小さな機密の素早い作戦行動を行ってきた。これらの作戦は1度はイギリス軍が成功したものの、愛国者達は「火薬警鐘」と呼ばれるしくみで流血沙汰になる前に作戦を失敗に終わらせ続けた。ゲイジは自分では自由の友であると思っており、植民地総督と占領軍指揮官としての役割を分けておこうとした。イギリス本国の下院議員で哲学者のエドマンド・バークはゲイジのマサチューセッツでの錯綜した位置付けについてイギリスの議会で次のように証言した「一般のイギリス人は他のイギリス人を隷属させるように説得するには適していない民族である」。

## ダートマスの指示およびゲイジの命令

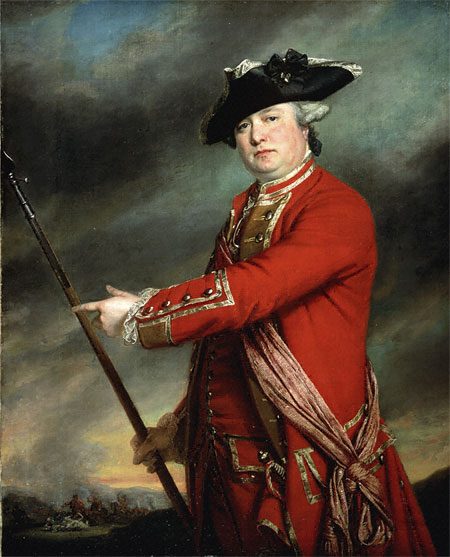
フランシス・スミス
1763年

1775年4月14日、ゲイジは本国の国務大臣ダートマス伯爵の指示を受け取った。それはコンコードに武器を隠していると思われる反逆者を武装解除し、その指導者を投獄せよというものだった。ダートマスはゲイジにいくらかの裁量の余地を与えた。
4月16日の朝、ゲイジはミッチェル少佐に命じて約50名の騎馬偵察隊を周辺の田園地帯に派遣し、おそらくは馬を乗り回している愛国者の伝令を拘束するようにし向けた。この偵察隊の振る舞いには過去にボストンから送り出された時とは異なるものがあり、暗くなっても帰らず、旅人にはサミュエル・アダムズやジョン・ハンコックの居場所を尋ねた。このことで地域住民には警告を与えその準備を強化させることになったが、イギリス軍はそこまで意図していなかった。特にレキシントンの民兵は、ボストンからの伝言は来ていなかったものの、その夕刻には兵士を召集し始めた。ある農夫は暗闇になっていたのでイギリス軍の偵察兵を仲間の男と見誤り、「正規兵がやってくるのはいつなのか聞いているかい？」と尋ねた。農夫は頭を刀で切られた。
4月18日の午後、フランシス・スミス中佐はゲイジの命令書を受け取ったが、それには彼の部隊を連れ出すまでは中を読むなと言う指示も付いていた。その命令は、「最速でかつ隠密裏にコンコードへ向かい、あらゆる軍需物資の保管所を確保し破壊すること。しかし兵士達には住人を襲ったり個人財産を侵したりしないように言い含めること」となっていた。ゲージは明らかに自分の裁量を考え、反逆者達の指導者を逮捕するための文書は発行しなかった。

### 愛国者達の情報網の成功
反逆者達の指導者は、ポール・リビアとジョセフ・ウォーレンを除いて、すべて4月8日までにボストンを離れていた。愛国者達はダートマスのゲイジに宛てた秘密の指令について、ゲイジが受け取るよりもはるかに早くロンドンの情報源から入手していた。サミュエル・アダムズとジョン・ハンコックはボストンから逃れ、安全であろうと思われたレキシントンにあるハンコックの親戚の家、ハンコック・クラーク・ハウスに滞在していた。
マサチューセッツ民兵は実際にコンコードに武器や火薬などの物資を集めていたが、さらに西のウースターにも大量の軍需物資を集めていた。イギリス軍士官がコンコードに至る道路を検分しているという情報を得ていたので、4月8日、町の者に付近の他の町に物資を分散しておくように指示した。

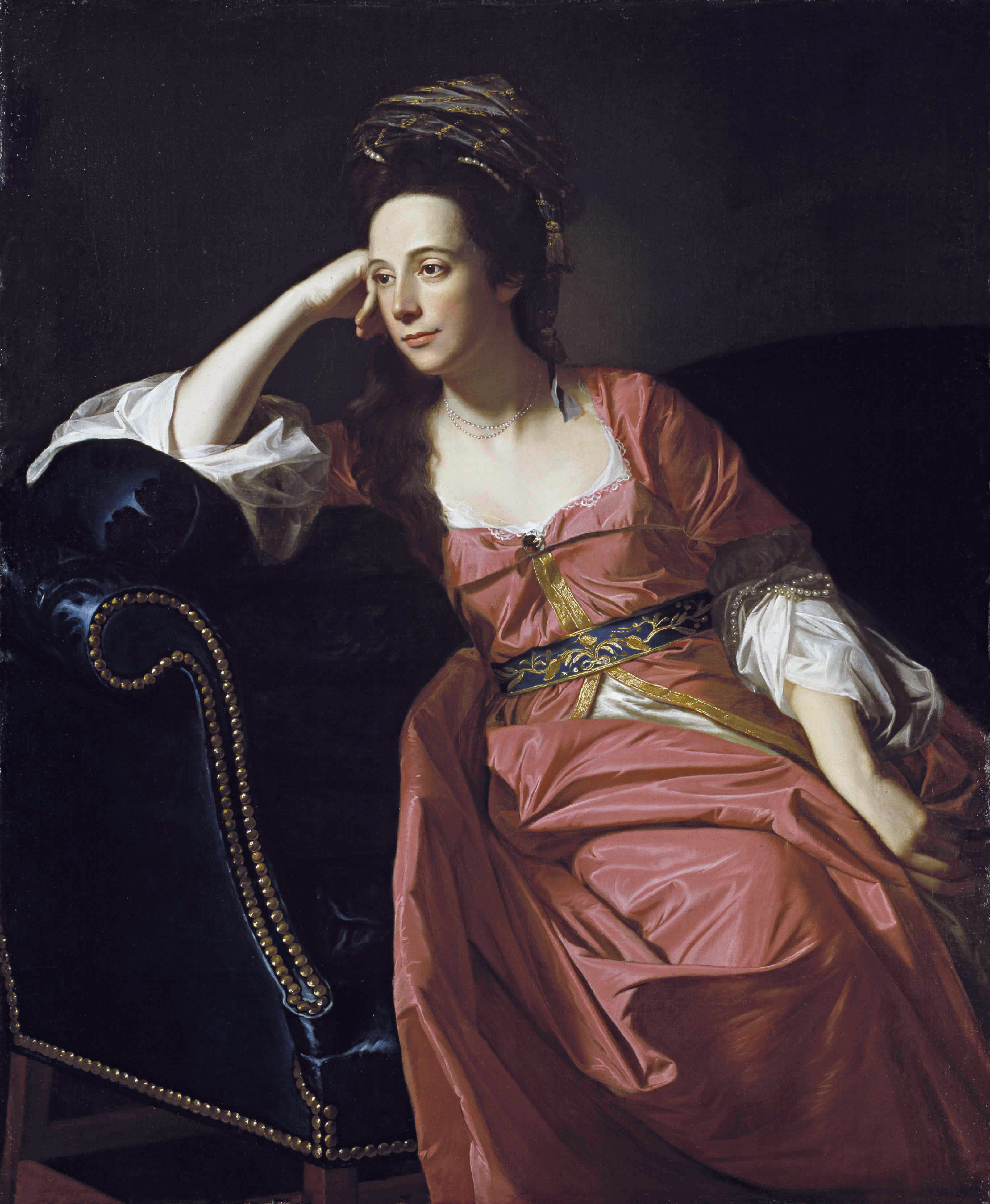
ゲイジ将軍の妻
マーガレット・ケンブル・ゲイジ

イギリス軍の作戦は将校達にもまた作戦を実行する士官にも明かされていなかったにも拘わらず、愛国者達は気付いていた。その情報源がゲイジのニュージャージ生まれの妻、マーガレット・ゲイジだったという考慮すべき推測がある。マーガレットは植民地に対する同情心があり、ジョセフ・ウォーレンとも親しく付き合っていた。
4月18日の夜9時から10時の間、ウォーレンはウィリアム・ドーズとポール・リビアに国王の軍隊がボストンをボートで離れてケンブリッジに至りそこから陸路レキシントンとコンコードに向かおうとしていると伝えた。ウォーレンの情報は、イギリス軍がその夜に目指していることはサミュエル・アダムズとジョン・ハンコックの逮捕である可能性を示唆していた。ウォーレン達はイギリス正規兵がコンコードに向かうことについては、ほとんど心配していなかった。コンコードの軍需物資は実のところ安全であり、レキシントンにいる彼らの指導者二人がその夜の危険性を認識していないと考えた。リビアとドーズは二人に警告し、あわせて近くの町の愛国者達に警報を発するために送り出された。

## 民兵への警告
ドーズは馬で南の陸路を通りボストン・ネックを横切りグレート・ブリッジを渡ってレキシントンに向かった。リビアはまずチャールズタウンに合図を送るように指示してから、北の水路を通って出発した。チャールズ川を手漕ぎボートで渡り、停泊しているイギリス海軍の軍艦HNSサマーセットの横をすり抜けた。この時間帯に船で渡ることは禁じられていたが、リビアは無事にチャールズタウンに上陸し、馬でレキシントンに向かい、イギリスの偵察兵を避けながら途上にある家々に警告を触れて回った。警告を受けた家の者達とチャールズタウンの愛国者達は北へ向けて他にも伝令を放った。
リビアとドーズがレキシントンに着くと、ハンコックとアダムズとの4人でそこに集まっている民兵の状況について議論した。彼らはボストン市を離れた軍隊は2人を逮捕するだけの目的にしては大きすぎるので、ねらいはコンコードにあると結論づけた。レキシントンの人達はあらゆる方向に騎馬の伝令を放った（なぜかは分からないが南のウォルサムだけははずされた）。リビアとドーズもコンコードへ向かうことになった。二人は午前1時にサミュエル・プレスコットに会った。リンカーンで3人は第5連隊のミッチェル少佐指揮するイギリス軍偵察兵に遭遇し、プレスコットのみが追手を逃れてコンコードに警告するために向かった。コンコードからも騎馬の伝令が放たれた。
リビアとドーズは他の伝令達と共に、火薬警鐘の後、何ヶ月も前に慎重に取り決めておいた柔軟な「警告と集結」のしくみを始動させた。「警告と集結」は緊急時に広く注意を伝達し素早く民兵を集結させるための仕組みであり、以前の情報網を更に改良していた。植民地の人々は開拓時代のインディアンとの戦いの中で早くからこのような仕組みを使っており、その後のフレンチ・インディアン戦争ではむしろ廃止されていた。伝言を運ぶ早馬に加えて、鐘や太鼓、合図の鉄砲、大かがり火、さらにトランペットを使って、町から町へ急報を伝え、500名以上のイギリス軍正規兵がボストンを離れたから民兵を集めよという意志が東マサチューセッツの多くの村々にまで伝えられた。この素早い警告は十分な数の非正規兵を集めて、その日後刻にイギリス軍に重大な損害を与えるための重要な役割を果たした。サミュエル・アダムズとジョン・ハンコックは最終的に安全な場所、まずはバーリントンへ、後にビラーリカに移動した。

### イギリス陸軍と海兵隊の動き

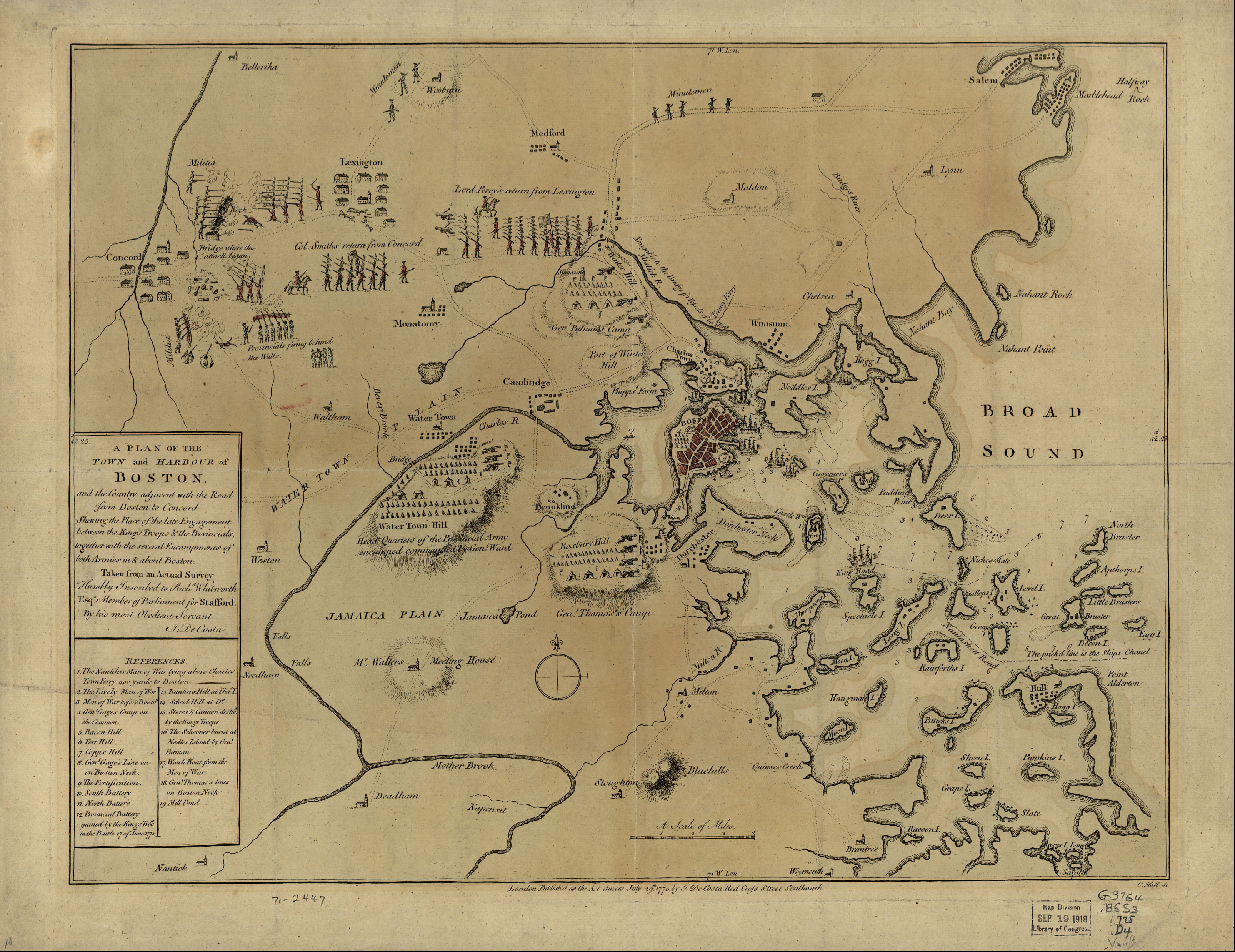
レキシントン・コンコードの戦いとボストン包囲戦を表す1775年の地図。（一部不正確なところがある）

夕暮れ頃、ゲイジ将軍は庁舎で上級士官の会合を召集した。この場でゲイジはダートマス伯爵の命令が届き、植民地に対して行動すべきと言っていることを伝えた。ゲイジはさらに、その連隊の上級佐官、スミス中佐が指揮を執り、ジョン・ピトケアン少佐が副官となることを伝えた。会合は午後8時半に散会となった。その後、パーシー伯が植民地人の扮装をしてボストンコモンの町の人々の中に紛れ込んだ。ある者の証言によれば、町ではイギリス軍兵士のただものではない動きに議論が向けられていた。パーシー伯がある人物にさらに発言を促すと、彼は「イギリス軍は目標を外すだろう」と答えた。「何の目標だ？」とパーシー伯は尋ねた。「コンコードの大砲でなくてなんだろう」というのが答えだった。これを聞いたパーシー伯はすぐに庁舎に帰ってゲイジ将軍に今聞いたばかりのことを伝えた。ゲイジはこれを聞くと、第1旅団全員に武装させ朝4時に出発できる準備を整えるよう命令した。
フランシス・スミス中佐に率いられるイギリス軍正規兵700名は、ゲイジの占領軍13個連隊の中の11個連隊から選ばれていた。ピトケアンは精鋭の10個軽装歩兵中隊を、ベンジャミン・バーナード中佐が11個擲弾兵中隊を率いていた。その中隊の中から、スミスは第4、第5、第10、第18、第23、第38、第43、第47、第52、第59歩兵連隊から抜き出した擲弾兵中隊（特別攻撃部隊）および第1海兵隊大隊の約350名を率いた。この部隊を守る役目は約320名の軽装中隊（素早く動けて側面を守り、狙撃し、偵察を行う部隊）であった。これは、第4、第5、第10、第23、第38、第43、第47、第52、第59歩兵連隊および第1海兵隊大隊から抜き出されていた。中隊にはそれぞれの中尉がいたが、多数の大尉は最後の瞬間に付け加えられた者であり、ボストン駐留軍の全連隊から集められた者達だった。
イギリス軍は4月18日の夜9時に兵士を起こし、10時にボストン広場の西端の水辺に集合させた。イギリス軍がコンコードへ進軍しまた帰還した過程は初めから最後まで恐ろしい経験となった。渡し船には海軍のバージが使われたが、座ることもできないくらい一杯に詰め込まれた。現在のケンブリッジにあったフィップス農園に上陸した時は真夜中で、腰の辺りまで水に浸かった。装備を陸揚げするための長い休止の後、約700名の正規兵は午前2時頃、コンコードに向けた17マイル (27 km)の行軍を始めた。この待っている間に、兵士達には予備の弾薬、冷たい塩漬け豚肉、堅い乾パンが配られた。兵士達は宿営の予定が無かったので重い背嚢を背負っていなかった。食料を入れる雑嚢、水筒、マスケット銃、携行品などの装備を抱え、それに濡れて履き心地の悪くなった靴にびしょぬれの服を着ていた。メノトミー（今日のアーリントン）を通り過ぎるときに、田園地帯全体から警告の物音が聞こえたので、士官達は急襲の機会は失われたことを感じ取った。午前3時、スミス中佐はピトケアン少佐に軽装歩兵の10個中隊を連れてコンコードに先乗りするよう命じた。4時頃、スミスは賢明ではあるが、少し遅きに過ぎた増援要請の伝令をボストンに送った。

## 戦闘

### レキシントン
4月19日の日の出頃、ピトケアン指揮の先遣隊がレキシントンに入った。ジョン・パーカー大尉率いる77名のレキシントン民兵がバックマン酒場から出てきて村の広場で監視していた。また見物人（40名から100名の間）が道ばたで成り行きを見守っていた。この中には姓がハーリントンという者が9名、マンローが7名、パーカーが4名、ティッド、ロック、リードがそれぞれ3名いた。パーカーは、現在その場所にある石碑に彫られた言葉を放った「そこに立っていろ。撃たれるまでは撃つな。奴らが戦争をしたいというなら、ここで始めよう」。ただし、パーカーがこの台詞を言ったという証拠はない。パーカーはその替わりに、戦闘後のパーカーの宣誓供述書によれば、兵士達にしっかり立っていることと、国王の軍隊にちょっかいを出さず通り過ぎさせるように告げた。パーカーはインディアンとの戦いを経験したものであり、結核でゆっくりと死にかけており、そのような一方的な成り行きで兵士が命を落とさないようにするやり方が分かっていた。
第4、第5および第10軽装歩兵連隊からの前衛軽装歩兵中隊を指揮していたジェス・アデア海兵中尉は、コンコードのある左に向かうよりも、まず右を向いて自隊の側面を守ろうと考え、中隊を連れて広場に入り、民兵を取り囲んで武装解除しようとした。その兵士達はレキシントンの民兵に向かって大声で「ハザー」と叫び、自分達の士気を上げ、民兵を混乱させようとした。ピトケアン少佐は先遣隊の後方から到着し、その3個中隊を先の部隊の左に配置した。残る4個中隊はボストンへ向かう道にある村の集会所の後方にいた。

#### 最初の銃声
ピトケアンは刀を振り回しながら騎乗して前進し、叫んだ「解散しろ反逆者ども。こんちくしょうめ！武器を捨てて解散しろ！」パーカー大尉は言いつけに従うよう部下に告げたが、混乱や、叫び声、それにパーカーの結核特有のかすれ声のために、彼の言うことを聞いていない者もいたし、ゆっくりとその場を立ち去ろうとする者もいた。しかし誰も武器は置かなかった。パーカーもピトケアンも部下に発砲しないように命令していたが、どこからと特定できない1発の銃弾が発射された。
イギリス正規兵の証言によれば、酒場の垣根の背後かあるいは建物の隅にいた植民地見物人の中から最初の発砲があったと言った。レキシントンの民兵の証言では馬に乗っているイギリス軍士官の一人が発砲したと言った。どちらの証言も一致していることは、直接面と向き合っている部隊からの発砲では無かったということである。レキシントンでは後にソロモン・ブラウンという人物が酒場の中から発砲したというまことしやかな伝説ができた。イギリス兵には「威嚇射撃」を行うよう命令が出され、これが両軍の交戦につながったという恐らくは作られた伝説もある。最近の研究でも、偶発的な攻撃であるとか、複数の特に関連性はない「最初の1発」が両軍からあった、というような可能性に焦点が置かれている。実のところ、当時も現在も誰がアメリカ独立戦争の最初の銃弾を放ったかは明らかでない。
この場の目撃者によれば、両軍から何度か間欠的な銃撃が行われた後に、イギリス正規兵は命令されることもなしに一斉射撃を始めた。民兵の中には初めのうち、イギリス兵が火薬だけの空砲で銃弾を放っていないと思っている者もいたが、本気であることが分かると数人の民兵達も応射し始めた。残りの者は命を惜しんで逃げ出した。ピトケアンの馬は2発の銃弾を受けた。イギリス兵は銃剣での攻撃に切り替えた。パーカー大尉は従兄弟のジョナスが突き刺されるのを目撃した。8人のマサチューセッツ人が殺され、10名が負傷したのに対し、イギリス兵は1名が負傷しただけだった。殺された8人はアメリカ独立戦争での最初の犠牲者となった。彼らはジョン・ブラウン、サミュエル・ハドリー、キャレブ・ハーリントン、ジョナソン・ハーリントン、ロバート・マンロー、アイザック・マジー、アシャエル・ポーター、およびジョナス・パーカーであった。ジョナソン・ハーリントンは銃弾で瀕死の重傷を負い、這って自分の家まで戻り、その上がり框で息絶えた。負傷者の一人、プリンス・エスタブルックは町の民兵に仕える黒人奴隷だった。
広場のピトケアンの部隊は指揮官の命令を聞かなくなっていた。かれらはあちこちに向けて発砲し、民家に入ろうともしていた。マスケット銃の音を聞いてスミス中佐が擲弾兵中隊の所から馬で前に出てきた。スミスは直ぐに鼓手を見つけて集合の太鼓を鳴らさせた。擲弾兵がその後直ぐに到着して一旦集合し、歩兵隊は最後の一斉射撃を撃つことを許され、その後隊列を立て直してコンコードに向けて進軍を始めた。

### コンコード
コンコードの民兵達は、レキシントンで起こったことを知らなかったので、近くの町からの応援が来るまで待つべきか、町に残って防御に徹するか、あるいは町の東に動いて有利な地形からイギリス軍を出迎えるべきかを決めかねていた。イギリス軍が近づくにつれて彼らはこのすべてのことをやった。ある丘の上からはスミスが軽装歩兵を配置に着かせるのを民兵達が見守っていた。その民兵は町への撤収を始めた。町の中の丘を占領していた民兵は次に何をすべきか議論していた。イギリス軍の背後から近づいていく者もいた。リンカーンの民兵が到着し議論に加わった。緊張した空気の中で、バーレット大佐はコンコードの町を諦め、オールド・ノース・ブリッジを渡って町から約1マイル北の丘の上に移動した。そこからはイギリス軍の動きを見守ることができた。

#### イギリス兵はゲイジの命令に従う
スミスの部隊はゲイジの命令を実行するために幾つかの部隊に分かれた。第10連隊の擲弾兵中隊はマンディ・ポール大尉の指揮でサウス・ブリッジを確保した。パーソンズ大尉の指揮する軽装歩兵7個中隊はバーレットの部隊に近いオールド・ノース・ブリッジを確保した。パーソンズ大尉は4個中隊を連れて、橋を過ぎ2マイル (3 km)の道路を進み、バーレットの敷地を探した。一方2個中隊は橋を戻って帰路を確保し、1個中隊が橋そのものの確保に残った。
擲弾兵中隊は、王党派諜報員の詳細情報に従って、軍需物資を求めて小さな町を捜索した。擲弾兵がライトの酒場に到着したとき、ドアに閂が降りており、店主が中に入ることを拒んだ。町の王党派の証言では、ピトケアンはその辺りに大砲が埋められていることを知っていた。店主に銃口を突きつけ、大砲が埋められている場所を教えるように要求した。擲弾兵は村の集会所で発見した大砲の台車を燃やした。その火が集会所そのものに燃え移った時、兵士や村人が集まってきてバケツリレーで建物を救おうとした。樽で100杯近くの小麦粉と塩漬けの食物と550ポンドの銃弾が水車用貯水池に投げ込まれた。スパイクで固定された大砲は翌日補修され（壊された砲耳や、ハンマーで打たれた砲口はそのままだった）、銃弾も回収された。
バーレットの家は数週間前は武器庫となっていたが、その時はほとんど何も無かった。家族に伝わる話では、残っているものも畑の畝の間に埋められ、穀物が植えられているかのように見せていた。

#### オールド・ノース・ブリッジ

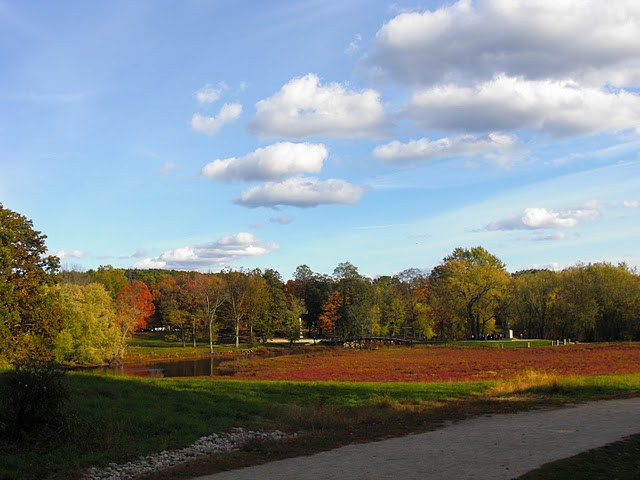
オールド・ノース・ブリッジ（Old North Bridge）

バーレット大佐は村の広場から立ち上る煙を見て、自隊の下には数個中隊しかいないことを確認すると、それまでのプンカタセットヒルの有利な地点から、コンコード川に架かるオールド・ノース・ブリッジ（Old North Bridge）から約300ヤード (270 m)のやや低い平たい丘に移動することにした。その土地はバーレットの指揮下にある民兵を率いるジョン・バットリック少佐の所有地だった。しかも集合訓練地でもあった。イギリス軍の2個中隊がその場所を守っていたが、橋に向かって降りて行き丘をバーレット部隊に明け渡した。
民兵の5個中隊とアクトン、コンコード、ベドフォード、およびリンカーンから集まった民兵の5個中隊が丘を占領し、他にも加わって来る者がいて総勢は約500名となり、イギリス軍ローリー大尉の指揮する2個中隊90ないし95名と向き合った。バーレットはマサチューセッツの人達に橋に向かって降りていく公道に2列に長い横隊を作るよう命じ、協議集会を召集した。後にリバティ・ストリートと名付けられた道の向こうにあるノース・ブリッジを臨みながら、バーレットと他の大尉達はこれからの行動について協議した。遅れて到着したアクトンのアイザック・ディビス大尉は「私は行くのを恐れないし、行くのを怖がるような者はいませんよ」と言って町を進んで守ることを宣言した。
この時、一堂はコンコードの町に立ち上る大砲の台車や樽を焼く煙を初めて見つけた。多くの者はイギリス軍が町を焼き払い始めたと思った。バーレットは部隊の者に武装を命じ、敵が撃つまでは発砲するなと言い含めた。続いて部隊に前進を命じた。要所を固めていたイギリス軍の中隊はオールド・ノース・ブリッジを渡って撤退を命じられ、一人の士官が橋板をはがして植民地人の前進を止めようとした。バットリック少佐はイギリス軍に橋の破壊を止めるよう叫び始めた。民兵達は縦隊を作って公道の上のみを前進した。公道の両側は春の雪解け水であふれていた。
この時両軍には音楽も旗も無かった。何年も後に植民地側にいた老人が突然思い出したことは、笛の奏者が、ジャコバイトがハノーヴァー朝ジョージ3世に抵抗するときに使った有名な曲「ザ・ホワイト・コッケード」を演奏したということである。これは作り話の可能性があるが、スコットランドの反乱は30年ほど昔のことだったので、イギリス兵の中には「ザ・ホワイト・コッケード」が何を意味するかを理解できた者もいた。実のところ、当時の宣誓供述書にその日の橋で旗や音楽に言及したものは、両軍とも見あたらない。イギリス軍の側面を守る中隊には旗が無かった。民兵も全く旗を持っていなかった。

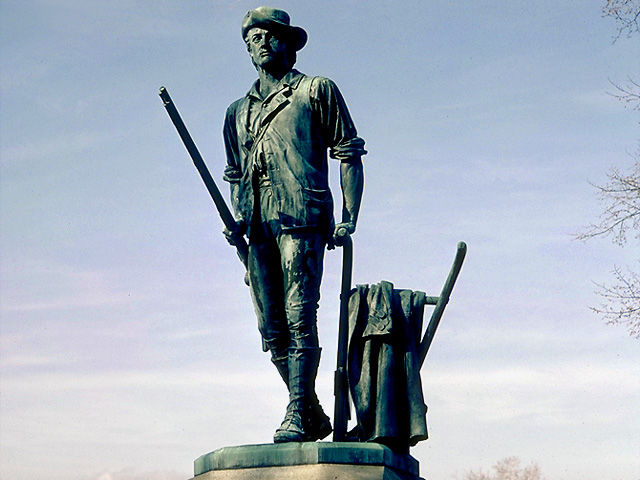
ミニットマン（民兵）の像

名目上ここで分隊を指揮していたウォルター・ローリー大尉は、実戦経験が少なくこの時戦術的な誤りを犯した。町中の擲弾兵隊に援軍を要請した結果が何者ももたらさないと分かった時、ローリーが発した命令は橋の後方で川に垂直に戦列を作り「ストリート・ファイアリング」を行う陣形を採らせたことだった。この陣形は町の中の建物の間など狭い通路に対して集中砲火を浴びせるには適しているが、橋の後方の開けた場所には適していなかった。橋を渡って撤退する正規兵が、他の部隊がストリート・ファイアリングの陣形を採っているのを見て混乱が広がることになった。ウィリアム・スーザランド中尉は隊形の後方にあって、戦術の誤りに気付き側面を抑える部隊を出そうとした。しかし、スーザランドはそこにいた兵士とは異なる中隊の者だったので、命令に従ったのは4名のみであった。残りの兵士は上官のローリーの命令に従うために混乱の中でできることを尽くした。
両軍は映画に出てくるような互いに向かい合った形にはならなかった。大文字のTの形に両軍が相対することになり、Tの字の上、水平線が愛国者兵、下の縦の線が橋であり、その先のローリーのイギリス兵ということになった。集団心理というのだろうが、混乱したイギリス兵はストリート・ファイアリングの陣形を作り続け、愛国者民兵は橋に向かって土手道を二列縦隊で進むという形になった。
1発の銃声が発せられた。今回はイギリス軍の列から発せられたことは両軍とも認識できた。ローリーが戦闘後に書いた報告書では、威嚇射撃であり、恐怖に取り付かれ疲れ切っていたイギリス兵が発砲したということである。直後に他にも2人の正規兵が発砲し、続いて1列になっていた部隊の先頭にいた兵士達が攻撃命令が出たものと思ってばらばらと発砲した時ローリーがそれを止めさせた。
橋に向かって前進していた愛国者民兵軍の先頭で、アクトンの民兵、アブナー・ホスマーとアイザック・デイビスが撃たれて即死し、4名が負傷したが、バットリック少佐が叫んだ「撃て!後生だ。仲間よ、撃て！」と叫んだ時に初めて停止した。隊列はコンコード川で遮られほんの50ヤード (45 m)の距離になっていた。民兵の先頭は道で遮られ、戦列を組むことが難しかったが、仲間の頭越し、肩越しにイギリス軍目がけて発砲した。銃弾は弧を描いて飛びイギリス兵の真ん中に跳んでいった。この一斉射撃で橋近くの隊列の先頭にいた8人のイギリス軍士官のうち4人が負傷した。最終的に3人の兵士が戦死し、スーザランド中尉を含む10名が負傷した。
イギリス兵は数的にも負けており、戦術的にも不利な位置にいることをこの時認識した。指揮官が欠け、多数の敵に恐れをなし、このような戦闘を以前に経験したことのないイギリス兵は、心を奪われて負傷者も捨て、町の中心からやってくる擲弾兵中隊の方に逃げ出した。

#### 戦闘後
愛国者兵はその成功に衝撃を受けていた。両軍が交戦し戦死者を出すことを考えていた者はいなかった。前進する者もあれば後退する者も多くおり、ある者は家に帰って家や家族の安全を確認した。バーレットは部隊の支配を取り戻し、兵士を分けることにした。バーレットは後方300ヤードの丘の上に民兵を戻し、一方バットリックにも民兵を付けて橋を越え石の壁がある丘で防御の態勢を取らせた。
イギリス軍遠征隊の指揮官スミスは、町の中にあってローリーからの援軍要請を受けた直後に銃声を聞いた。スミスは擲弾兵2個中隊を集合させ、自ら率いてオールド・ノース・ブリッジに向かった。その途上で、3個中隊の兵士がばらばらにこちらへ走って来るのに出会った。スミスはバーレットの部隊に対応させた4個中隊が心配だった。いまや安全に帰還する道は閉ざされていた。この時スミスは遠方の壁の背後にいる民兵を見つけ、中隊を停止させて士官だけで様子を見るために敵に接近した。
壁の背後にいた民兵の証言では、「もし我々が前に出てきた士官達に発砲していたら全員を射殺できたと思う。しかし攻撃の命令は出されず、発砲はなかった」。この緊張状態が10分間ほど続き、精神的に病んでいたある兵士はリンゴ酒を売っているのではないかと思った。スミスは擲弾兵を連れて町に戻り、残る4個中隊にとって最善の策を採ろうとした。
これらの部隊は何が起こったかを理解できないまま、バーレットの農場の捜索から何も得られず戻ってきた。バーレットの部隊の下を過ぎ、先ほどの戦場に来てみると、橋の上では僚友達が死んだ者も傷ついた者も倒れたままであり、中の一人は頭皮を剥がされているように見えたので、イギリス兵の間に怒りと衝撃が走った。更に進んで橋を渡り、バットリックの民兵の下も無事に通過した。正規兵達は午前10時30分には町に帰還した。小さな戦闘後であってもまた数的に勝っていても、植民地の者達は撃たれなければこちらからは発砲しなかった。この時点ではイギリス兵も愛国者達を刺激するようなことはしなかった。イギリス軍は町中の軍事的なものの破壊を続け、昼食を摂り、隊列を組み直すと正午過ぎにはコンコードを離れた。

### 帰還の行軍

#### コンコードからレキシントンへ
スミスは田園地帯にいるおよそ1,000名の愛国者達から自隊を守るために丘の尾根に沿って側面分隊を派遣した。この尾根はメリアムズ・コーナーの近くで終わり、コンコードの郊外1マイル (1.6 km)で小さな橋があった。この狭い橋を渡るためにイギリス兵は一旦停止し隊列を組み直し3列縦隊で橋を渡った。最後の兵士が橋を渡ったとき、ビレリカやチェルムズフォードからの愛国者が発砲し、イギリス兵が振り向いて一斉射撃をすると、愛国者達も反撃した。イギリス軍は2人が戦死し、6人が負傷したが、愛国者達の被害は無かった。スミスは橋を渡ったあとで、また分隊を側面に展開させた。
メリアムズ・コーナーを過ぎて約1マイル (1.6 km)進むとブルックス・ヒルの森の中に500名近い民兵が集まっていた。スミスは1隊を率いて丘を駆け上がり民兵を追い払おうとしたが、民兵は1歩も引かなかった。一方でスミスの残り部隊は道端にあったブルックス酒場まで進んでフレイミングハムからの民兵1個中隊と交戦し、数名を死傷させた。スミスはブルックス・ヒルから撤退しリンカーンに向かうもう一つの小さな橋を越えた。

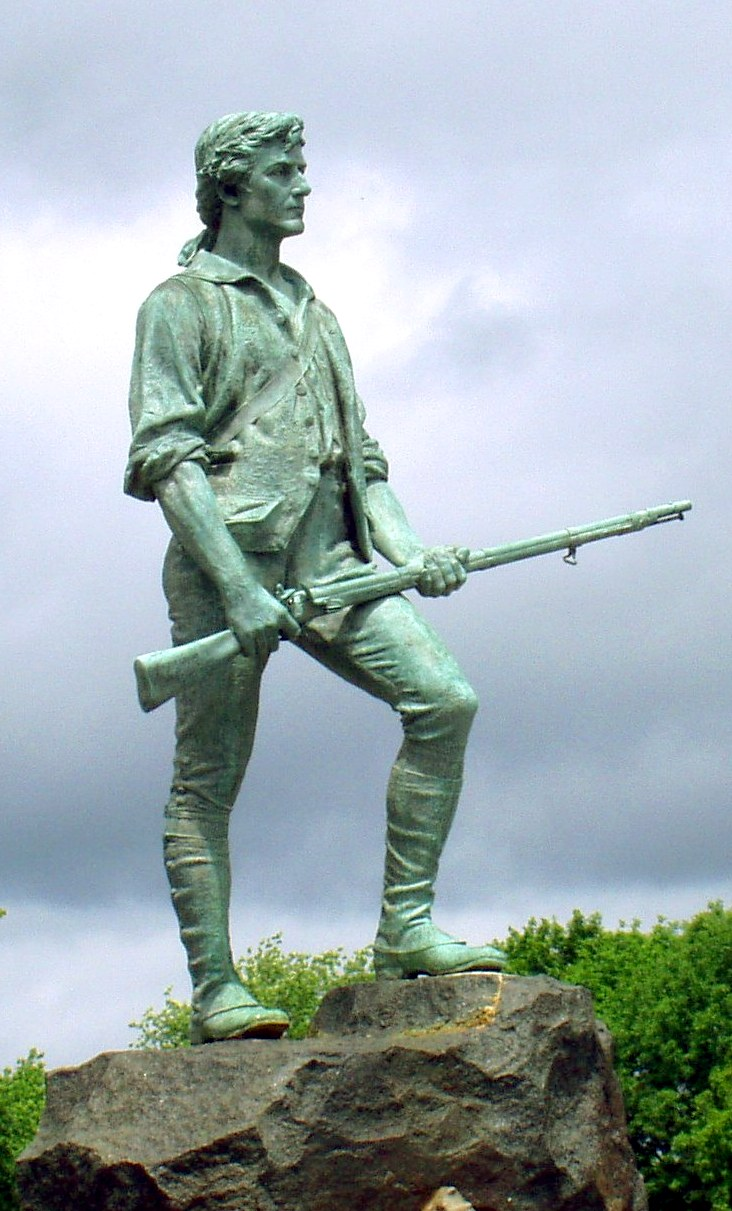
ジョン・パーカー大尉の像

まもなくイギリス軍は道が湾曲した所（「血の曲がり角」）で、ベドフォードやリンカーンから集まった200名の民兵に出くわした。民兵のいた場所は1600年代中頃から木を伐採していない斜面であり、下は平原に広がっていた。民兵は斜面の木の陰や岩の多い木で埋められた牧草地の壁の陰に待ち伏せていた。道の反対側からも民兵が集まりイギリス軍に十字砲火を浴びせた。さらに後方からも別の部隊が到着して攻撃を始めた。ここで8名のイギリス兵と4名の植民地民兵が戦死した。イギリス軍は速歩に移り、愛国者達が森や沼を抜けていくよりも早くこの地点を突破した。イギリス軍の後方にいた愛国者達は密集し過ぎており、戦列も乱れていたのでうまく攻撃を掛けられなかった。
愛国者達の総勢はこの時点で2,000名に達しており、スミスは再度分隊を派遣した。エフレイム・ハートウェル農場あるいはジョセフ・メイソン農場で3個中隊の民兵がスミス隊を待ち伏せしていたが、スミスの分隊が接近して後方から民兵を攻撃した。リンカーンとレキシントンの町境近くでもベドフォード民兵の待ち伏せがあったが、この時も分隊が活躍した。しかしイギリス兵の損害はこの戦闘や持続的な長距離の狙撃によってかなりの数に上っていた。しかもイギリス兵の弾薬が尽きかけていた。
レキシントンの町に入ると、裏付けの無い証言ではあるが、パーカー大尉がレキシントンの訓練された民兵を集めて丘の上に陣取っていた。そのうちの何人かは早朝の戦闘で負傷し包帯をしていた。何年も後に書かれた資料によれば、この部隊はスミス自身が視界に入った時に初めて攻撃を掛けた。スミスはこの時、太腿を負傷した。「パーカーの報復」として知られるこの攻撃でイギリス軍の歩みが止まった。ピトケアン少佐が歩兵隊を丘の上に送ってパーカー部隊を追い払わせた。
歩兵部隊はさらに2つの丘、「ブラフ」と「フィスク・ヒル」を掃討し、待ち伏せで被害を増やした。ピトケアンはフィスク・ヒルの掃討中に馬から落ちて脚を怪我した。コンコード遠征隊の指揮者二人が負傷者で馬が無い者となってしまった。部隊の兵士は疲れており、喉が渇き弾薬も乏しくなりかけていた。何人かは降伏したが多くは突破し走った。その組織だった撤退行は敗走に変わっていった。レキシントン中央部の手前には「コンコード・ヒル」が残っていた。何人かの負傷していない士官が振り向いて兵士を剣で脅し、隊列を崩さないようにした。コンコードからレキシントンまで愛国者達は少なくとも8度は隊列を作ることのできる場所で攻撃を掛けてきた。伝説では散開した兵士が障害物の陰から狙撃したことにはなっている。散開攻撃は実際にあったし、この独立戦争ではアメリカ大陸軍の得意とする戦法になっていった。実際にレキシントンとコンコードであるいは後のバンカーヒルでも、ライフルを持っていたという歴史資料は無い。
3個中隊を率いる士官の中で一人だけが無傷だった。その士官が部隊共々降伏を考えていたとき、前方で歓声が上がった。パーシー伯ヒュー・パーシー(後の第2代ノーサンバーランド公爵)指揮下の約1,000名の部隊が大砲も携えて救援に駆け付けた。午後2時半であった。

#### パーシー伯の救援

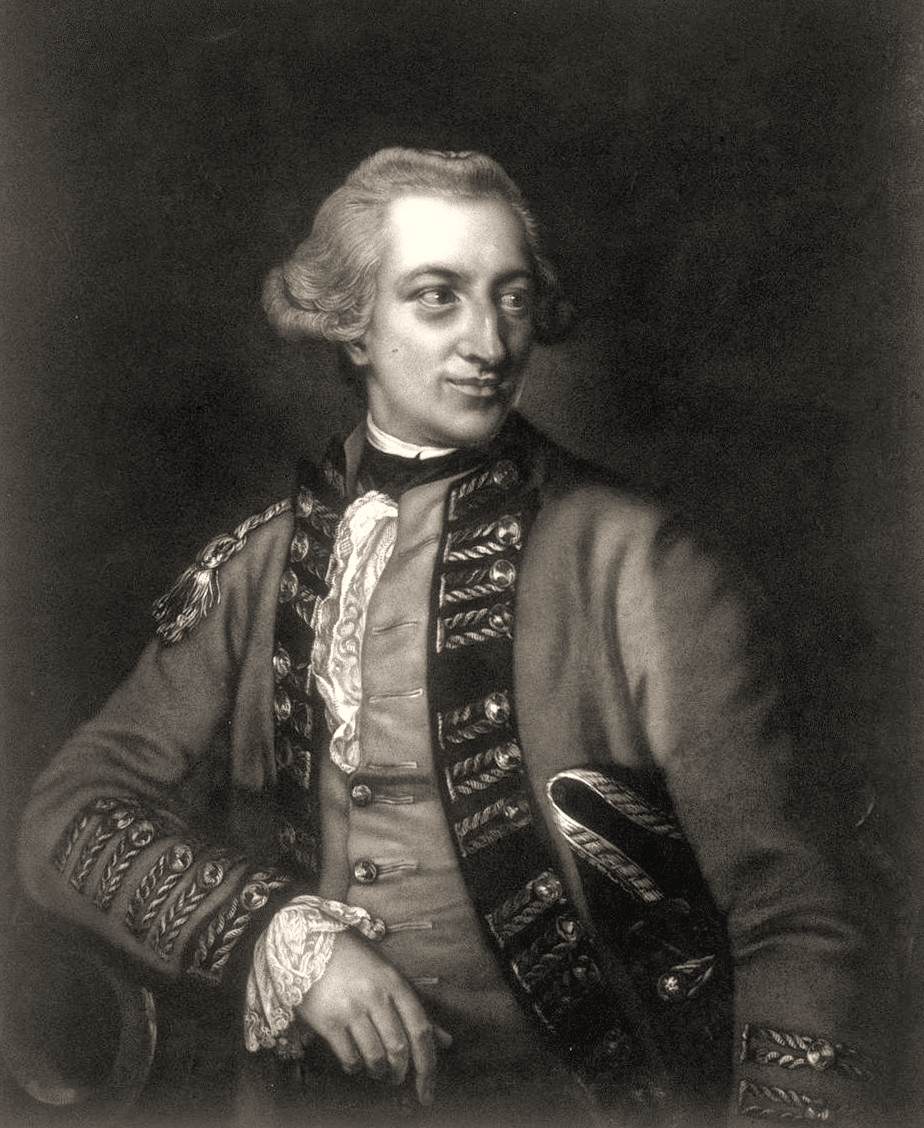
パーシー伯ヒュー・パーシー(後の第2代ノーサンバーランド公爵)

ゲイジ将軍はボストンで午前4時に援軍を集結させるよう命令を出したが、機密に執着していたために第1旅団の副官に命令書の写しを1通のみ手渡し、その副官の従者は封筒を卓の上に置き放しにした。午前5時頃、スミスの援軍要請が到着し、第1旅団に対し、第4、第23、第47歩兵中隊と海兵隊大隊を集結させる命令が発せられた。不幸なことにこの時も命令書の写しは各指揮官に対し1通ずつであり、海兵隊に対する命令書はピトケアン少佐の机に置かれた。ピトケアンはこの時レキシントンの広場にいた。これらのことにより、パーシー伯の救援隊はやっと8時45分頃ボストンを離れた。パーシー隊は町の住人を欺くために「ヤンキー・ドゥードゥル」を演奏しながら行軍した。2ヶ月足らず後のバンカーヒルの戦いでは、皮肉にもこの歌をアメリカ植民地軍が歌って広まることになった。
パーシー伯は陸路を採り、ボストン・ネックを通ってグレート・ブリッジを越えた。パーシー伯はハーバード大学の心も虚ろな教師に出会って、どちらの道を辿ればレキシントンに着くかを尋ねた。ハーバードの教師は何も考えずに正しい道を教えたが、この男は敵に味方したということで後に地域住民にその責任を問われ国を追われた。パーシー隊は午後2時頃レキシントンに到着した。部隊は遠くに銃声を聞いて、見晴らしの良い丘の上に大砲を据え隊形を組んだ。スミスの部隊は避難民のように近づいて来たが、その後ろにはミドルセックス郡民兵の大部隊が追いかけてきていた。パーシー伯は最大射程で大砲を放たせたので、植民地民兵は八方に散った。スミスの部隊は友軍の陰の安全地帯に入ると疲れから崩壊した。
パーシー伯は兵站局の助言に逆らって、兵士の予備の弾薬や携行してきた2門の大砲の弾も余裕がないままでボストンから出てきていた。パーシー伯は輜重車が多ければ行軍の速度が遅くなると考えた。パーシー伯がボストンを離れた後で、ゲイジは2両の弾薬運搬用荷車を仕立て1人の士官と13人の兵士を付けて後を追わせた。この運送隊は、年取った愛国者達の小集団に邪魔をされた。この年寄り達は年齢が60歳を超えているために民兵に加われなかった者達であったが「警告表」に従って動いていた。年寄り達が物陰から立ち上がり荷車隊の降伏を呼びかけたが、正規兵は無視し、馬車馬を駆り立て続けた。年寄り達が発砲し先頭の馬を撃ち、2人の軍曹を射殺し、士官にも傷を負わせた。残った兵士達は走って逃げ始め、そのうち6名は武器を池に投げ込み降伏した。パーシー隊の兵士は一人36発の弾しかなく、大砲には弾薬箱に数発しか砲弾が残っていなかった。

#### レキシントンからメノトミー
パーシー伯は合流した軍隊約1,900名の支配を取り戻し、兵士に休息を与え、飲み食いさせ、野戦本部としたマンロー酒場で傷の手当てをさせてから、その日の最後の行軍に出ることとした。午後3時半頃部隊はレキシントンを出発した。
マサチューセッツ植民地部隊の指揮はレキシントンでウィリアム・ヒース准将が執ることになった。その日の早く、ヒースはまずウォータータウンに行き、ジョセフ・ウォーレン（その朝にボストンを離れた）や他のマサチューセッツ安全委員会のメンバーと今後の戦術について話し合った。ヒースとウォーレンはパーシー伯の大砲や分隊に対応して、大砲の発砲を呼ぶような密集隊形を避けるように民兵に命令を伝えた。その替わりに、パーシー伯の部隊を囲むように動いて、個々の民兵は最小のリスクで敵部隊に最大の被害を与えるよう遠距離からの狙撃をさせた。
乗馬していた民兵は馬を降り正規兵に近づいて銃撃し、また馬に乗って駆けてこれを繰り返すという戦術を採った。馬の無い民兵は生き残るために遠距離から発砲した。イギリス軍も植民民兵も持っていたのはマスケット銃であり、その射程は高々50ヤード (45 m)であった。それでも兵士の誰かにあたればという期待であった。しかし、散開した分隊を攻撃するのは難しかった。民兵は撤退するイギリス軍に対し弾薬を使い果たすと、その場を離れ、家に帰り、道路沿いにある次の町の民兵に後を任せた。この戦闘で両軍にライフル銃があったという直接の証拠は無い。両軍とも確実にあったのは滑腔銃マスケットであったし、参加した者からもライフル銃に関する証言は無い。植民地の者がマスケット銃よりも3、4倍射程の長く、精度も高いライフル銃を使ったとしたら、民兵は遠距離から精度良く攻撃しイギリス兵を多く殺したであろうし、自分達は危険性が少なかったであろう。しかし、このようなことは起こらなかった。
傷ついた正規兵は大砲車の上に載せられていたので、民兵集団に向かって発砲したときは、つんのめることになった。パーシー伯の部隊はしばしば取り囲まれたが、内側に入っているときは戦術的な長所があった。パーシー伯は必要な所に容易に部隊を動かしたが、愛国者達はその隊形の外側を大きく回り込む必要があった。パーシー伯は、スミス隊の兵士を縦隊の中央に置き、第23連隊の中隊には縦隊の後衛に着かせた。スミスやピトケアンから愛国者達がどのように攻撃を掛けてくるかを聞いたパーシー伯は、後衛部隊は1マイルごとに回り込んで交替し、簡単な休憩を取るようにさせた。道路の両側に分隊を送り、一番元気な海兵隊が前衛として進路を切り開いていった。
パーシー伯は後に次の様に記録している。「反逆者達は散開し不規則なやり方で、しかし忍耐強く決意を持って攻撃してきた。ただし決して戦闘隊形を組もうとはしなかった。実の所、彼らはなすべきことを良く心得ていた。彼らを統率されない暴徒と見ている者がおれば、それは大きな間違いであることが分かっただろう。」ヒースは、中隊レベルの士官に意図的に散開しながら包囲陣を動かし続けさせ、遠くの部隊には追いついてくるように命令を伝えることに成功していた。しかし、マサチューセッツの民兵にはまだ命令系統がはっきりしていないところがあり、多くは命令を無視し、同じ戦術に従うことを続けた。ピッカリングのエセックス郡民兵は、命令されても発砲を拒否した。ヒースとウォーレンは自ら狙撃兵を率いて前線に出ることもあった。戦闘のこの段階は愛国者軍の命令体系が混乱していたと伝えられている。
パーシー伯の部隊がレキシントンからメノトミー（今日のアーリントン）に入ったとき戦闘が一段と激しくなった。新しく加わった民兵が遠距離からイギリス軍を銃撃し、道の傍の土地所有者は自分の領地の中から狙撃した。狙撃手が狙いを定めるために使われた家もあった。ジェイソン・ラッセルは「イギリス人の家はすなわちその城だ」と言って友人を説得し共に戦い彼の家を守るようにし向けた。ラッセルは自家に留まり、その戸口で殺された。彼の友人は追ってこようとした兵士を撃った後、地下室に逃れたか、殺されたかのどちらかである。ラッセルの家は戦闘の時の銃痕とともに今も残されている。ラッセルの果樹園から待ち伏せを仕掛けようとした民兵の1隊はイギリス軍の分隊に捕まり11名が殺された。このうちの何人かは降伏しても殺されたという。
パーシー伯は部下の制御が効かなくなっており、オールド・ノース・ブリッジでの死体や見えない敵からの遠距離攻撃による被害に対して報復するために残虐行為を働くようになっていた。ピトケアンやスミス隊の負傷した士官の証言によれば、ボストンに近く人口も多い町になって、パーシー伯は民兵達が石壁や樹木、建物の陰から狙い撃ちしてくることを理解した。パーシー伯は分隊を使ってそのような場所から民兵を追い出すようにし向けた。
分隊の若い士官がその命令を誤解しており、兵士が荒らし回り、中にいる誰彼となく殺害するのを止めようとしなかった。酒場の地下室に隠れることを拒んだ無邪気な酔っぱらい2人が、その日の出来事に絡んでいたと疑われて殺された。宣伝価値をあげる為に植民地の者が荒らしや放火について大げさに証言している（植民地政府から補償を得る目的もある）が、道路沿いの多くの酒場が荒らされ酒類を奪われたのは事実である。奪った方が酔っぱらってしまうこともあった。教会のミサ用の銀器が盗まれたが後にボストンで売られて見つかった。メノトミーの住人サミュエル・ホィットモアは3人の正規兵を殺したが分隊に襲われて虫の息となり放置された（ホィットモアはその後仲間に救われ98歳まで生きた）。他の町よりもメノトミーで多くの血が流されたという。ここで愛国者は25名が殺され9名が負傷した。イギリス軍は40名が戦死し、80名が負傷した。それぞれこの日の被害の半数に上った。

#### メノトミーからチャールズタウン
イギリス軍がケンブリッジに入ると、戦いは激しさを増した。新しく加わった民兵は散開陣形ではなく密集陣を採っていたので、パーシー伯はワトソンズ・コーナーと呼ばれる交差点で大砲と分隊を使い、民兵に大きな損害を与えた。
その日の早くにヒースはグレート・ブリッジを取り壊しておくよう命じていた。パーシー隊はこの壊された橋に差し掛かって、川の堤が民兵に占拠されているのを確認すると、チャールズタウンに通じる狭い道（今日のポーター広場に近い）を選んだ。この時の民兵は約4,000名に達していて、このイギリス軍の動きを予測しておらず、囲みが崩れた。民兵の1隊が道を見下ろすことになるプロスペクトヒル(現在のサマービル）を占領しようと動いたが、パーシー伯は大砲の最後の弾を使って彼らを追い払った。
セイラムとマーブルヘッドから新たに民兵の大きな部隊が到着した。彼らはパーシー伯のチャールズタウンへ向かう道を遮ることもできたが、ウィンターヒルの近くで留まり、イギリス軍の逃避行を許してしまった。この部隊の指揮官ティモシー・ピカリング大佐は正規軍を完璧に打ち破ることを避けておけば、まだ戦争は回避できるという期待を抱いており、それ故にイギリス軍の通過を許したのであるが、後にこの行動を非難する者がでてきた。ピカリングはヒースの命令で部隊を停止させたと主張したが、ヒースはこれを否定した。イギリス軍がチャールズタウンに入るときパーシー伯の後衛にいたピトケアンの海兵隊が最後の攻撃を凌いだ。この時夕闇が迫っていた。正規兵は丘の上の防御に適した場所に陣取った。2日間寝ていない者もいたし、40マイル (65 km)を21時間の間に行軍し、最後の8時間は戦闘の連続だった。しかし今のイギリス軍は日没を前にして高い場所に陣取り、しかもイギリス海軍の艦船HMSサマーセットの大砲による支援も期待できた。ゲイジは予備隊にしていた第10、第64の2個連隊の歩兵中隊を素早く送り出し、チャールズタウンの高台を占拠して防塁を造らせた。この防塁は完成することなく、2ヶ月後の6月に行われたバンカーヒルの戦いで、民兵達が工作を始める地点となった。ヒースはイギリス軍の取った位置取りを検分し、民兵をケンブリッジに引き上げさせることを決めた。

## 戦闘の後
翌朝、ゲイジは目覚めて、ボストンがニューイングランド中から集まった民兵の2万人とも言われる大部隊に包囲されていることに気付いた。この時、火薬警鐘の頃とは異なり、血が流されたという噂は本当のことになり、独立戦争が始まっていた。周りの植民地から兵士と物資が送り込まれ、植民地軍の数は膨らみ続けた。大陸会議はこれらの兵士を大陸軍として認め財政的な裏付けも取り始めた。戦争が始まったその時点でも、ゲイジはボストンに戒厳令を布くことを拒んだ。ゲイジはボストンの住人に武器を置くように説得し、その見返りに誰でも町を出て行くことを認めた。
この戦いはその成果や損害から見ると大きな戦闘とは言えない。しかし、耐え難き諸法の背後の政治的戦略と、火薬警鐘の背後の軍事的戦略という観点で見れば、この遠征は戦争を回避するために始めたにも拘わらず戦争に突入させ、所期の目的の武器の押収も果たさなかったということで、イギリス軍の重大な失敗であった。
実際の戦闘はイギリスの政策によって戦争へ拡大した。この戦闘から4日以内にマサチューセッツ植民地議会は民兵からおよびイギリス兵の捕虜から多数の宣誓供述書を集めた。戦闘後1週間でゲイジがロンドンに宛てて公式の状況説明書を送ったという情報を得ると、植民地議会はこれら宣誓供述書を100通以上早舟で送った。この報告はゲイジの報告書が届く2週間も前にロンドンの同情的な役人に届けられ、新聞にも掲載された。ゲイジの公式報告書は詳細が曖昧に過ぎて人々の考え方に影響を及ぼさなかった。植民地に対して敵対的であったジョージ・ジャーメインですら、「ボストン市民はまさに国王の軍隊を侵略者にし、勝利を宣言した」と記した。ロンドンの政治家はその政策や命令にも拘わらず、この紛争の責任をゲイジに押しつけようとした。ボストンのイギリス軍ですらレキシントンとコンコードの件でゲイジを非難することになった。
アメリカの大地の上では、植民地にいるおよそ知性あるものはどちらの側に付くかを選ばなければならなくなった。ジョン・アダムズは戦いの次の日にブレインツリーの家を離れ、馬で戦場に向かった。アダムズは「賽は投げられ、ルビコン川を渡った」ことを確信させられた。フィラデルフィアのトマス・ペインは、以前は植民地と本国との議論が「ある種、法の解釈の問題」だと考えていたが、戦いの知らせを聞いて、「イングランドの頑固で気むずかしいファラオを永遠に拒絶」した。ジョージ・ワシントンはマウントバーノン農園で知らせに接し、友人に書き送った「かって幸福で平和であったアメリカの大地が、血で汚されるか奴隷となるかということになった。悲しい選択肢だ！しかし有徳の士はその選択を迷うであろうか？」。辺境の狩人達は6月に戦いの知らせを聞いて、その宿営地をレキシントンと名付けた。その地は現在のケンタッキー州レキシントン市となっている。

## 遺産
初期のアメリカ政府にとって、この戦争の最初の戦いはイギリスに非があり、アメリカは無実だという印象を持続させることが重要だった。愛国者の準備の経緯、情報操作、警報信号および最初の発砲がどちらからだったかが不明であることは、その後何十年も公に論じられることが希であった。これらの行動に関する供述書は出版されなかったし、供述した者に返却された。レキシントンの戦いを描く絵画は不当な虐殺を主題としている。
どちらの側が責められるべきかという問題は19世紀始めに大きくなった。例えば、年取った参加者の後からの証言は1775年の宣誓供述書の内容とは異なっていた。全員が、イギリス軍が最初の1発を放ったと言っているが、50年前は、「不確か」という証言だった。全員が反撃したと言っているが、1775年にはそれができたと証言したのは少数だった。レキシントンとコンコードはアメリカ人の意識の中で神話的性格のものになった。伝説が真実よりも重きをなすようになった。完璧な意識変革が起こり、愛国者は無実の者を苦しめたというよりも、彼らの為に積極的に戦った者として描かれるようになった。レキシントンの戦闘を描く絵画は、民兵が抵抗のために立ち上がり反撃したというように描かれ始めた。
1837年、ラルフ・ウォルドー・エマーソンはその「コンコード賛歌」の中で、オールド・ノース・ブリッジでの出来事を不滅のものにした。
漲る川に架かる粗暴な橋の傍で (By the rude bridge that arched the flood,)
その旗は四月のそよ風にも靡かず (Their flag to April's breeze unfurled;)
ここに戦いに巻き込まれた農夫が立っていて (Here once the embattled farmers stood;)
そして、1発の銃声が世界を変えた (And fired the shot heard round the world.)
（エマーソンがしたことは、数時間前にレキシントン広場（1850年代まではレキシントン緑地と美辞的に言われていた）で起こったことをけなすのではなく、コンコードで初めて植民地の者達が指揮官の命令でイギリス正規兵に反撃したことを認めるものである。銃声を聞くことはできなくても、その観念は世界中の多くの者が自由への戦いのための強い印象を与えた。
「その旗は四月のそよ風にも靡かず」について、1775年4月19日のノース・ブリッジには、旗が無かった。有名なベドフォードの旗がその日のどこかで使われたという証言は無い。町の傍の丘の上にあった旗の掲揚柱には自由の帽子とよくわからない旗があったが、イギリス軍が約1時間前に町に入った時に、直ぐに取り払われていた。）
1860年以降、小学校児童の何世代もが、ヘンリー・ワズワース・ロングフェローの詩、「ポール・リビアの騎行」を暗唱した。歴史上の事実から見ればこの詩には正確でないところがある（例えば、ポール・リビアはコンコードまで辿り着いていない）が、個人が歴史の流れを変えられるという考え方が受け入れられた。
20世紀への変わり目頃に、アメリカ合衆国の親英国派の者がこの戦いの歴史について、より公平な評価を行った。第一次世界大戦の間、ポール・リビアの騎行の映画はアメリカとイギリスの間の不和を助長させるものとして、1917年のスパイ法のもと、没収された。
レキシントンとコンコードでイギリス軍が採った戦術は、しばしばベトナム戦争でのアメリカ軍の戦術と悪い意味で対照される。冷戦時代、アメリカ合衆国右派は民兵を自由な活動の象徴としたが、左派は反帝国主義者とした。今日、この戦いは銃規制論者からも、またアメリカ合衆国憲法修正第二条問題からも引用されることが多い。
1961年、小説家ハワード・ファストは「四月の朝」(April Morning)を出版した。これは架空の15歳の少年の視点で見た戦闘の証言という体裁を採っている。出版されてからは度々中学校の教材に指定されている。この作品を元にしたテレビ映画が1988年にチャド・ロウとトミー・リー・ジョーンズの出演で制作された。
毎年4月の第3月曜日は、マサチューセッツ州、メイン州およびウィスコンシン州で、愛国者の日（Patriots' Day）がこの戦闘を記念して祝われる。レキシントン緑地とコンコードのノース・ブリッジでは、愛国者の日に戦闘シーンの再現が行われる。

### 百周年祭
1875年4月19日、アメリカ合衆国大統領ユリシーズ・グラントとその閣僚が50,000名の市民とともに、戦闘から100周年を祝った。ダニエル・チェスター・フレンチ制作の彫刻「民兵」の除幕式も行われた。その夜はコンコードの農業会館で本格的な舞踏会が開催された。

### 二百周年祭
コンコードの町は、著名なアメリカ合衆国の市民700人と世界の政治家、軍人、外交官、芸術家、理科学者、人文科学者などを招き、戦闘から200周年を祝った。1975年4月19日、およそ11万人の群衆がコンコードで200周年を祝うパレードを見物した。大統領ジェラルド・R・フォードがオールド・ノース・ブリッジの近くで有名な演説を行った。以下はその一部である。
自由はアメリカの大地で育った。なぜならば、アメリカ独立宣言にうたわれた原則がこの土地に広がったからである。この原則は200年前に宣言された時、夢であり現実ではなかった。今日、それは現実である。平等の精神はアメリカで成熟した。我々に不可分の権利はより神聖なものにすらなった。統治される合意無くして我々の政府はない。他にも多くの国が独立宣言に盛られた自由の原則を自由に受け入れ、それ自体の独立した共和国を創り出してきた。自由に採用され自由に分かち合い、世界を変えてきたのがこの原則である。2世紀前に、コンコードのこの場所で行われた銃撃、「1発の銃声が世界を変えた」という言葉は、この記念の日の今日も鳴り響いている。
フォード大統領は民兵の像の前にリースを捧げ、駐米イギリス大使ピーター・ラムズボサム卿が戦闘で殺されたイギリス兵の墓にリースを捧げるのを、敬虔に見守った。フォードは次に大統領用リムジーンでレキシントンに向かい、5万人の聴衆を前に簡単な感想を述べた。続いて、近くのハンズコム空軍基地から大統領専用機エアフォースワンに搭乗し、南のワシントンD.C.に向かう前にコンコードの上空低く飛行した。
二百周年祭の催しの中には記念切手の発行もあった。切手には画家ヘンリー・サンドハムによる絵画とフランクリン・ミント硬貨が図案化された。二百周年のために幾つかのミュージカルが書かれ公演された。ノーマン・デロ・ジョアの「風刺舞踏」(Satiric Dances)、ジョイス・メキールの「源へ」(Toward the Source)などがあり、デイビッド・フィールディング・スミスの受賞劇「鳥の疾風」(A Flurry of Birds)もあった。